# Stanley Menzo
Stanley Purl Menzo (* 15. Oktober 1963 in Paramaribo) ist ein ehemaliger niederländischer Fußballtorhüter und heutiger -trainer mit surinamischen Wurzeln.

## Spielerkarriere

### Verein
Seine Karriere begann Menzo im Jahre 1984 bei Ajax Amsterdam. Nach Ablauf seines ersten Profijahres wurde Ajax niederländischer Meister. Zur Saison 1985/86 löste er Hans Galjé als Nummer 1 im Tor der Amsterdamer ab. Als Stammkeeper gewann Menzo mit dem Team den KNVB-Pokal. Im Folgejahr wurde dieser Titel verteidigt. 1990 gewann der Torhüter seine zweite Meisterschaft mit dem niederländischen Traditionsteam. Nach einem schlechten Beginn zur Spielzeit 1992/93, mit Unsicherheiten und Fehlern, rutschte Menzo ins zweite Glied und wurde von Edwin van der Sar auf die Bank verdrängt. Daraufhin wechselte er 1994 zur PSV Eindhoven. Zuvor konnte nochmals der Pokal gewonnen werden. In Eindhoven schaffte er es nicht sich durchzusetzen, feierte aber seinen vierten nationalen Cup-Triumph. Im Sommer 1996 zog es Menzo zum belgischen Verein Lierse SK. Er knüpfte an bessere Zeiten an und verhalf dem Verein zur ersten Meisterschaft seit 1960. Kurz darauf wurde auch noch der belgische Supercup gewonnen. Trotzdem ließ sich der Torhüter nach Frankreich, zu Girondins Bordeaux ausleihen, wo er Gilbert Bodart ersetzen sollte. Allerdings schaffte es Menzo nicht zu überzeugen, wurde anschließend von Ulrich Ramé verdrängt und kehrte darauf im Januar 1998 nach Belgien zurück. In Lier spielte er zwei weitere Jahre, ehe ihn Ajax Amsterdam erneut verpflichtete. Dort sollte er Nachfolger seines Nachfolgers werden und van der Sar, der nach Turin wechselte, ersetzen. Dies schaffte Menzo nicht und kam somit zu keinem erneuten Ligaeinsatz für Ajax. Nach nur einem Jahr bei seinem Stammverein ging der Torwart in die Amateurliga, zu AGOVV Apeldoorn, wo er 2001/02 den Amateur-Pokal-Titel gewinnen konnte. Anschließend beendete er seine aktive Laufbahn.

### Nationalmannschaft
Mit der Oranje Elftal nahm er an der Fußball-Weltmeisterschaft 1990 und der EM 1992 teil, kam aber nicht zum Einsatz, da der etatmäßige Torhüter Hans van Breukelen fehler- und verletzungsfrei blieb.

## Erfolge
- Niederländischer Meister mit Ajax Amsterdam: 1985, 1990, 1993
- KNVB-Pokal mit Ajax Amsterdam: 1986, 1987, 1993
- KNVB-Pokal mit PSV Eindhoven: 1996
- Belgische Meisterschaft mit Lierse SK: 1997
- Belgischer Supercup mit Lierse SK: 1997
- Niederländischer Amateur-Pokal mit AGOVV Apeldoorn: 2001
- Europapokalsieger der Pokalsieger 1987
- Uefa – Pokalsieger 1992

## Trainerkarriere
Nach seiner Karriere arbeitete Menzo in der Saison 2005/06 als Trainer bei AGOVV Apeldoorn, wo er schon früher als Amateurtrainer aktiv war. Zuvor war er bereits zwischen 2002 und 2003 Trainer bei den Amateuren von Ajax Amsterdam. 2004 wurde er Torwarttrainer bei der niederländischen Nationalmannschaft. Im Juni 2006 übernahm Menzo das Traineramt beim FC Volendam. Dieses betreute er bis Sommer 2008, ehe ihn der SC Cambuur Leeuwarden verpflichtete, für den er mehr als zwei Jahre tätig war. Im Oktober 2010 wechselte er zu Vitesse Arnhem, wo er als Assistent von Trainer Albert Ferrer arbeitete.
Im Mai 2013 unterschrieb Menzo einen Vertrag als Trainer beim belgischen Erstligisten Lierse SK.
Seit dem 4. Januar 2022 ist Stanley Menzo Bundestrainer der surinamischen Nationalmannschaft. Nach nur acht Monate im Amt kündigte Menzo zum 1. September seinen Vertrag beim SVB als Nationaltrainer für ein „lukrativeres Angebot“.